# Účetní závěrka
Účetní závěrka představuje soubor finančních výkazů, které účetní jednotka sestavuje za účetní období k rozvahovému dni (tj. k poslednímu dni účetního období). Tyto finanční výkazy vypovídají o hospodaření společnosti za dané období.

## Cíl účetní závěrky
Cílem účetní závěrky je „poskytnout informace o finanční pozici, výkonnosti a změnách ve finanční pozici účetní jednotky, které jsou užitečné širokému okruhu uživatelů při tvorbě ekonomických rozhodnutí.“
Hlavní důvody pro sestavení účetní závěrky jsou:
- Povinnost sestavit účetní závěrku ukládá účetní jednotce legislativa.
- Předložení účetní závěrky je podmínka burzy při emisi cenných papírů podniku.
- Podnik se účetní závěrkou prezentuje na veřejnosti, zejména před akcionáři/investory.

## Výkazy účetní závěrky
Hlavní finanční výkazy účetní závěrky jsou:
- Rozvaha (podává přehled o finanční pozici podniku)
- Výkaz zisku a ztráty (podává přehled o finanční výkonnosti podniku)
- Přehled o peněžních tocích
- Přehled o změnách vlastního kapitálu
- Příloha k účetní závěrce

## Pravidla pro sestavení účetní závěrky
Obsah, rozsah a formu účetní závěrky určují účetní standardy, podle kterých se účetní závěrka sestavuje (a podle kterého se také většinou vede i celé účetnictví). V jednotlivých zemích platí národní účetní standardy (tzv. „GAAP“). Účetní jednotky kotované na mezinárodních burzách sestavují účetní závěrku i podle mezinárodních účetních standardů: amerických Všeobecně uznávaných účetních principů (US GAAP) nebo Mezinárodních standardů účetního výkaznictví (IFRS).
Účetní závěrka se sestavuje na základě údajů z (finančního) účetnictví. Před sestavením účetní závěrky je zpravidla potřeba účetnictví upravit; například doúčtovat účetní případy, které se během roku běžně neúčtují. Provádění těchto úprav se nazývá účetní uzávěrka.

## Účetní závěrka podle české legislativy
Účetní závěrka účetních jednotek působících v České republice se řídí Zákonem o účetnictví (č. 563/1991 Sb., část třetí). Povinnými částmi účetní závěrky jsou rozvaha, výkaz zisku a ztráty a příloha, která poskytuje doplňující informace k dvěma předešlým dokumentům. Přehled o peněžních tocích a přehled o změnách vlastního kapitálu nejsou povinné pro všechny jednotky (stejně tak tzv. „zpráva o platbách“). Společnosti, které nemají povinnost auditu (vyjma akciových společností), mohou účetní závěrku sestavovat ve zjednodušeném rozsahu.
Účetní závěrku povinně ověřenou auditorem musí mít akciové společnosti, které splnily alespoň jedno, a ostatní účetní jednotky, které splnily aspoň dvě z následujících kritérií:
- aktiva převyšují 40 milionů Kč
- roční úhrn čistého obratu převyšuje 80 milionů Kč
- průměrný přepočtený stav zaměstnanců činí více než 50.

Účetní závěrku musí zveřejnit účetní jednotky, které jsou zapsány ve veřejném rejstříku, a tobuď vložením do sbírky listin rejstříku, nebo prostřednictvím správce daně. Některé účetní jednotky podle zvláštního právního předpisu předávají výroční zprávu České národní bance; povinnost zveřejnění je splněna okamžikem jejich předání ČNB. 